# Alois Winbauer
Alois Winbauer (* 6. März 1896 in Geiselhöring; † am 17. Oktober 1983 in Neckarhausen) war ein deutscher Journalist. Er war Chefredakteur der Tageszeitungen Hamburger Anzeiger, Neue Mannheimer Zeitung und Heidelberger Tageblatt.

## Leben
Alois Winbauer stammte aus Niederbayern. Geboren und aufgewachsen in Geiselhöring / Mallersdorf, besuchte er bis zum Abitur das humanistische Staatliche Gymnasium (heute Johannes-Turmair-Gymnasium) in Straubing. Im Ersten Weltkrieg diente er ab 1915 im Königlich Bayerischen 11. Infanterie-Regiment „von der Tann“ (Regensburg) an der Westfront, unter anderem vor Verdun und in Flandern. Schwer verletzt, verbrachte er 1915/16 mehrere Monate in mehreren Lazaretten in Metz, Freiburg und St. Blasien. Er wurde vom Füsilier zum Gefreiten und zuletzt zum Unteroffizier befördert. Mit der Demobilisierung wurde er zu Weihnachten 1918 in Regensburg endgültig entlassen. Wie viele Soldaten seines Regiments meldete er sich zunächst für ein Freikorps, die Volkswehr Regensburg.
Seit Sommer 1917 war er an der Universität München als Student immatrikuliert, zunächst für Rechtswissenschaften, später Staatswissenschaften. Sein Studium wurde aber 1917/18 durch erneuten Kriegsdienst unterbrochen. Erst 1919 konnte das Studium wirklich beginnen. Winbauer schloss sein staatswissenschaftliches Studium mit einer Doktorarbeit über den Göttinger Publizisten August Ludwig von Schlözer und der Promotion zum Dr. phil. ab.
Während des Studiums lebte er zeitweise in einem Haushalt zusammen mit seiner 16 Jahre jüngeren Nichte Eva Braun, der späteren Geliebten und Ehefrau Hitlers. Auf Vorschlag von Brauns Mutter Franziska "Fanny" Braun wohnte er bei der Familie zur Untermiete. Brauns Großmutter mütterlicherseits war Josefa Winbauer, deren Bruder Alois Winbauers Vater war. Auf Wunsch seiner Nichte – Eva Brauns Kusine – Gertraud Weisker verfasste Alois Winbauer 1976 ein unveröffentlichtes Manuskript, „Eva Braun’s Familiengeschichte“, das Weisker 1992 in einem Typoskript abschrieb und damit eigene Erinnerungen ergänzte, die sie in Fernsehdokumentationen, Interviews und dem Roman Evas Cousine von Sybille Knauss schilderte. Das Winbauer-Typoskript war zudem eine wichtige Quelle in der Biografie The Lost Life of Eva Braun: A Biography der deutsch-britischen Journalistin Angela Lambert.
Winbauer heiratete Berta Reitmeier (1896–1931) aus Raindorf, mit der er bis zu ihrem frühen Tod 1931 in Hamburg-Wandsbek lebte. Sie bekamen zwei Kinder.

### Journalist in der Weimarer Republik
Gegen Ende des Studiums wurde Winbauer verantwortlicher Redakteur der Süddeutschen Demokratischen Korrespondenz (SDK), dem Pressedienst der Deutschen Demokratischen Partei (DDP) in Bayern und ihrer Fraktion im Bayerischen Landtag. Die SDK erschien in der Verlagsanstalt München von Georg Osterkorn, für den Winbauer aus der parteigebundenen SDK die überparteiliche Korrespondenz Süddeutscher Zeitungsdienst entwickelte. Er leitete beide. Wegen eines Artikels in der SDK führte der BVP-Politiker und Führer der bayerischen Separatisten, Georg Heim, gegen Winbauer Beleidigungsklage. Der in der Presse beachtete Prozess endete im Dezember 1921 mit einem Vergleich. In der SDK enthüllte Winbauer im Dezember 1922, weniger als ein Jahr vor dem Hitlerputsch, dass die NSDAP erhebliche finanzielle Hilfen aus dem Bayerischen Industriellenverband erhalten hatte.
Im Juli 1923 übernahm Winbauer die Hauptschriftleitung der DDP-nahen Zeitungen Nürnberg-Fürther Morgenpresse und Nürnberg-Fürther Abendpresse. In einem weiteren vielbeachteten Beleidigungsprozess wurde Winbauer für schuldig befunden und zu einer Geldstrafe von 200 Mark verurteilt. Der Streit war ausgelöst worden durch den Ausschluss des Hauptschriftleiters der Münchner neuesten Nachrichten, Fritz Gerlich, aus dem Landesverband der bayerischen Presse und des Reichsverbands der deutschen Presse. Gerlich klagte gegen Winbauer sowie gleichzeitig gegen die Chefredakteure der Münchner Post, Martin Gruber und München-Augsburger Abendzeitung, Eugen Mündler.
Ende 1925 wechselte er nach Hamburg zum auflagenstarken, liberalen Hamburger Anzeiger. Zunächst war er zweiter politischer Redakteur unter dem langjährigen Chefredakteur Curt Platen, der als liberaler Politiker seit 1910 Mitglied der Hamburgischen Bürgerschaft war. Ab 2. Januar 1926 zeichnete Winbauer im Impressum als verantwortlicher Redakteur für Politik. Als Platen zum Senator gewählt wurde, wurde Winbauer am 1. Juli 1929 sein Nachfolger.
Wie Platen war Winbauer Mitglied der DDP und ihrer Nachfolgerin, der Deutschen Staatspartei (DStP). Er neigte dem konservativen Flügel um die Senatoren Carl Petersen und Walter Matthaei zu, der sich vorrangig als Interessenvertretung des Bürgertums verstand und den Zusammenschluss mit der rechtsliberalen Deutschen Volkspartei (DVP) und kleineren Parteien anstrebte, um politische Stabilität zu erhalten und den Nationalsozialismus abzuwehren. Konsequent vertrat Winbauer diese Linie, womit er vielfach vom eher linksliberalen, der SPD zugeneigten Kurs des Hamburger DDP-Landesverbands abwich. Nach Darstellung der Historikerin Ursula Büttner nahm Winbauer gegenüber Hitler und der NSDAP in seinen Leitartikeln eine kritische Haltung ein.
Nebenberuflich übernahm Winbauer in der DDP-nahen Publizistik eine weitere wichtige Funktion. Im Februar 1927 übernahm er von Richard May (hauptberuflich Süddeutscher Zeitungsdienst) die Redaktion der liberalen Wochenschrift Deutsche Einheit (zuvor Das demokratische Deutschland), die vom Hamburger Senator Carl Petersen und dem Reichstagsabgeordneten und früheren Botschafter Johann Graf Bernstorff geprägt wurde. Winbauer gab die Redaktion der Zeitschrift jedoch schon im April 1928 an Emil Leimdörfer (hauptberuflich Berliner Tageblatt) ab.

### Journalist im Nationalsozialismus
Die Nationalsozialisten legten es darauf an, den Hamburger Anzeiger als Stimme des in Hamburg sehr starken liberalen Bürgertums einzuschüchtern. Während des Wahlkampfes zur Reichstagswahl am 5. März 1933 wurde das Girardet-Pressehaus am Gänsemarkt von der SA am 27. Februar und 5. März angegriffen und belagert. Die SA suchte nach Windauer persönlich, aber er konnte unerkannt entkommen. Nach der Wahl ging NSDAP-Gauleiter Karl Kaufmann rigoros gegen die Zeitung und Winbauer vor. Als Vorwand diente ein Artikel, der über ein angeblich aus dem Ausland stammendes, zum Widerstand aufrufendes Flugblatt berichtete und in dem sich der Anzeiger ironisch davon distanzierte. Die Zeitung wurde für 14 Tage verboten. Winbauer wurde entlassen. An seine Stelle trat der bisherige Chefredakteur der NSDAP-Gauzeitung Hamburger Tageblatt, Hans Jacobi.
Winbauer plante gemeinsam mit Alfred Frankenfeld, Hamburg-Korrespondent des Berliner Tageblatts, und Martin Plat, dem bisherigen DDP/DStP-Landesgeschäftsführer, die Gründung einer regimekritischen Untergrundzeitung Der Begleiter. Sie sollte verbliebene Liberale sammeln und liberales Gedankengut verbreiten. Nach einer Hausdurchsuchung bei Plat fand der Plan im Oktober 1933 ein Ende.
Er wechselte als Hauptschriftleiter zur Neuen Mannheimer Zeitung (NMZ), dem 1924 umfirmierten General-Anzeiger (Mannheim) im Verlag der Dr. Haas KG (Verlegerfamilien Bode, Bauser und Kolb). Er leitete die Redaktion bis zur Zwangsfusion mit der NS-Gauzeitung Hakenkreuz-Banner im Januar 1944. Die NMZ war Vorläuferin der Nachkriegszeitung Mannheimer Morgen, die 1946 mit US-Lizenz vom selben Verlag gegründet wurde.
Winbauer arrangierte sich mit dem Regime und befolgte die Anweisungen des Reichsministeriums für Volksaufklärung und Propaganda. Seine fortgesetzte Karriere während der Diktatur führte nach Kriegsende zu scharfer Kritik. Sein Nachfolger beim Mannheimer Morgen, Chefredakteur Hans Joachim Deckert, bescheinigte Winbauer hingegen in einem Porträt zu Winbauers 80. Geburtstag, er habe "mit schlitzohrigem Charme eine bürgerliche Zeitung durch die Diktatur gesteuert".

### Journalist in der Bundesrepublik
Nach Kriegsende wurde Winbauer Chefredakteur der Hamburger Freie Presse (HFP), die bis 1949 mit britischer Lizenz Nr. 21 und ab September 1952 mit dem alten Titel Hamburger Anzeiger erschien. Er brachte einige frühere Anzeiger-Mitarbeiter mit. Er leitete eine Redaktion von sieben Redakteuren. Durch ihren Lizenzträger, einen Beauftragten der Partei Freier Demokraten, die später zum Hamburger FDP-Landesverband wurde, war die Zeitung parteipolitisch eindeutig positioniert. Winbauers Rückkehr auf eine leitende Position bei einer Lizenzzeitung 1946 war „alles andere als selbstverständlich“, urteilt der Hamburger Pressehistoriker Karl Christian Führer: Zwar hatte er sich in der Weimarer Republik öffentlich gegen die Nationalsozialisten gestellt und war aus politischen Gründen entlassen worden, aber er ordnete sich dem Regime unter, sonst hätte er seine journalistische Karriere als Chefredakteur nicht bis 1944 fortsetzen können. Er wurde von den britischen Militärbehörden bei der Lizenzvergabe und in den Verfahren der Entnazifizierung intensiv überprüft, schließlich noch einmal, als er zum Nürnberger Hauptkriegsverbrecherprozess als Berichterstatter eingeladen wurde.
Das traditionsreiche Heidelberger Tageblatt war nach Ende der Lizenzpflicht 1949 wieder erschienen; bereits 1951 wurde sie von der Mediengruppe Dr. Haas übernommen. Die neuen Verleger erinnerten sich seiner Dienste bei der Neuen Mannheimer Zeitung in ihrem Verlag und holten ihn 1952 abermals als Chefredakteur ihres zugekauften Titels am Neckar. Er schied am 1. April 1959 als Chefredakteur aus, blieb der Zeitung aber als Chefkommentator verbunden. Winbauer nahm seinen Wohnsitz ab 1952 allerdings nicht in Heidelberg, sondern im südhessischen Neckarhausen.
Er publizierte in den 1950er Jahren auch zur Sicherheitspolitik, etwa in den Zeitschriften Wehrwissenschaftliche Rundschau oder Wehrkunde und hielt Vorträge, etwa vor der Gesellschaft für Wehrkunde.

### Deutsches Gespräch
Ein Leitartikel Weinbauers in der Hamburger Freien Presse am 6. August 1950 zum 5. Jahrestag des Abwurfs der amerikanischen Atombombe auf Hiroshima führte zu einer außergewöhnlichen deutsch-deutschen Medienaktion. Winbauers Kommentar „Eine utopische Idee?“ beklagt, dass die durch Rüstung, Bündnisse, Anklagen und Hass getrennten Ost- und Westdeutschen das Gespräch verloren hätten; sie müssten wirkliche Versöhnung im Gespräch suchen. Das Ostberliner SED-Zentralorgan Neues Deutschland (ND) schlug Winbauer daraufhin in einem offenen Brief am 13. August 1950 vor, dass beide Zeitungen ihre Leser zu einem gemeinsamen „deutschen Gespräch“ auffordern und die Leserbriefe abdrucken sollten. Winbauer nahm das Angebot an. Bis zum 28. Oktober 1950 führten die beiden Zeitungen unter großem öffentlichen Aufsehen die Aktion fort. Das ND brachte den Briefwechsel später auch in einem Sonderdruck heraus. Allerdings geriet Winbauer in der westdeutschen Presse und Politik unter starken Druck, er solle seinen Namen nicht naiv für ein Propaganda-Spiel Ostberlins hergeben und die Aktion abbrechen. Die Aktion wurde bald beiderseits durch Polemik und Propaganda ausgehöhlt. Die Kommunikationswissenschaftlerin Ulla Fix kommt zu dem Schluss, dass die Briefe der DDR-Leser instrumentalisiert wurden: „An der Inszeniertheit der Leserbriefe in ,Das Deutsche Gespräch‘ besteht kein Zweifel.“

### Wissenschaftliche Publizistik
In seiner Doktorarbeit beschäftigte er sich mit den politischen Zeitschriften des frühliberalen Göttinger Professors und Publizisten August Ludwig von Schlözer im Zeitalter der Aufklärung. Er führte den Doktorgrad nachweislich in den 1920er Jahren. Allerdings wurde seine Dissertation erst während der Zeit des Nationalsozialismus 1938 als Hochschulschrift in die Universitätsbibliothek aufgenommen. Es ist eine maschinengeschriebene Fassung, erschien also nicht in Buchform.
Nach Auffassung des Historikers Wolfgang Burgdorf zeigt Winbauers Arbeit "keine Beeinflussung durch die nationalsozialistische Ideologie. Die breite Schilderung des Freiheitsdiskurses in Schlözers Periodika sowie sein Kampf für die Pressefreiheit wirkt 1938 eher subversiv." Winbauer veröffentlichte einen die Doktorarbeit zusammenfassenden Aufsatz 1971 in einem Sammelband des Publizistikforschers Heinz-Dietrich Fischer.
Nach dem Zweiten Weltkrieg publizierte Winbauer drei historische Porträtbücher über Oliver Cromwell, William Ewart Gladstone und Aristide Briand. Sein erstes Buch über Cromwell mit dem Untertitel "Das Experiment der Diktatur in der englischen Geschichte" beginnt mit der Frage, wie Deutschland als geistig und kulturell hoch entwickelte, individualistisch und freiheitliche Nation "sich so rasch und so unbedingt der Diktatur eines Hitler ergeben" konnte und sucht im englischen Beispiel einen Vergleichsmaßstab.

### Ehrung
Winbauer erhielt im März 1956 von Bundespräsident Theodor Heuss das Bundesverdienstkreuz I. Klasse der Bundesrepublik Deutschland verliehen.

## Werke
- Alois Winbauer: Eine Kritik des Parlamentarismus. Allgemeine Zeitung 125. Jg., Nr. 11, 12. März 1922, S. 82–83
- Alois Winbauer: Ein Publizist des 18. Jahrhunderts : August Ludwig von Schlözer : Seine Briefwechsel und seine Staatsanzeigen. Dissertation, Universität München 1938
- Alois Winbauer: Oliver Cromwell : Das Experiment der Diktatur in der englischen Geschichte. Phönix-Verlag Christen & Co., Hamburg 1946
- Alois Winbauer: William Ewart Gladstone : Der Durchbruch von der Aristokratie zur Demokratie. Phönix-Verlag Christen & Co., Hamburg 1948
- Alois Winbauer: Aristide Briand : Der Durchbruch vom Nationalismus zum Europäertum. Phönix-Verlag Christen & Co., Hamburg 1948
- Alois Winbauer: August Ludwig von Schlözer (1725-1809), in: Heinz-Dietrich Fischer (Hrsg.), Deutsche Publizisten des 15. bis 20. Jahrhunderts. München/Berlin 1971, S. 109–117